# Грольман, Карл фон
Карл Вильгельм Георг фон Грольман (нем. Karl Wilhelm Georg von Grolman; 30 июля 1777, Берлин — 15 сентября 1843, Познань) — генерал от инфантерии прусской службы, генерал-квартирмейстер армии фельдмаршала Блюхера.

## Биография
Родился 30 июля 1777 года в Берлине, происходил из вестфальского дворянского рода, сын президента Берлинского высшего трибунала генерала Генриха Дитриха фон Грольмана.
В 1791 году Грольман вступил на военную службу в пехотный полк «Моллендорф» и в 1795 году произведён в прапорщики. Далее он получил чины подпоручика (в 1797 году) и поручика (в 1804 году), с назначением адъютантом генерала Мёллендорфа.
В 1806 году Грольман принял участие в кампании против французов, после сражения при Иене он был переведён адъютантом к князю Ф. Л. Гогенлоэ-Ингельфингену. После сдачи корпуса Гогенлоэ под Пренцлау, Грольман бежал в Восточную Пруссию и был зачислен в штаб корпуса генерала Лестока. Там он отличился в сражениях под Прейсиш-Эйлау и при Гейльсберге, за что был произведён в майоры.
После Тильзитского мира Грольман состоял в комиссии по реорганизации прусской армии и 1 марта 1809 года был назначен директором королевского Военного кабинета. На этой должности он находился недолго, поскольку в том же году перешёл на австрийскую службу. Служил в корпусе Кинмайера и сражался с французами в Саксонии и Франконии. Здесь он получил австрийский военный орден Марии Терезии.
После капитуляции Австрии Грольман уехал в Испанию. Там он записался в английскую армию и продолжил свою боевую деятельность против Франции. Командовал эмигрантским батальоном в Кадисе. В январе 1812 года Грольман под Валенсией был захвачен французами в плен, но в июне сумел бежать и под вымышленной фамилией пробрался в Баварию, где в то время находился его брат. Устроившись на родине Грольман поступил в университет Иены.
В январе 1813 года Грольман приехал в Берлин и вновь был принят в прусскую службу майором. Во время освободительной войны он отличился в сражениях при Люцене, Бауцене и Ганау. Летом 1813 года произведён в подполковники и назначен штаб-офицером 2-го армейского корпуса. В сражении при Кульме он был серьёзно ранен, но строя не оставил и будучи произведён в полковники проявил себя в Битве народов под Лейпцигом. За отличие в Кульмском бою он 15 сентября был награждён орденом св. Георгия 4-й степени (№ 2669 по кавалерскому списку Григоровича — Степанова).
После взятия в 1814 году союзными войсками Парижа Грольман получил чин генерал-майора. По возвращении в Германию он был назначен директором 2-го департамента (будущий Генеральный штаб) Военного министерства. В кампании Ста дней Грольман был генерал-квартирмейстером армии фельдмаршала Блюхера. За отличия во время Наполеоновских войн Грольман был награждён орденом Pour le Mérite.
В 1819 году Грольман по причине несогласия с намечавшейся реформой ландвера вышел в отставку. В 1825 году он вернулся на службу и был назначен командиром 9-й дивизии в Глогау, тогда же он был произведён в генерал-лейтенанты. Во время восстания в Польше Грольман командовал прусскими войсками на границе и обеспечивал разоружение польских войск, отступавших под давлением русской армии в Пруссию.
В 1832 году он был назначен временным командующим 5-го армейского корпуса в Познани и утверждён в должности в 1835 году. 6 октября 1835 года российский император Николай I наградил Грольмана орденом св. Александра Невского, а 10 июля 1838 года пожаловал алмазные знаки к этому ордену.
В 1837 году Грольман был произведён в генералы от инфантерии.
Скончался Грольман 15 сентября 1843 года в Познани.
В соавторстве с Карлом фон Дамицем Грольман опубликовал два значительных исторических исследования:
- Geschichte des Feldzuges von 1815 in den Niederlanden und Frankreich (2 Bde., Berlin 1837—1838). (История кампании 1815 года в Нидерландах и Франции)
- Geschichte des Feldzuges von 1814 in dem östlichen und nördlichen Frankreich bis zur Einnahme von Paris (4 Bde., Berlin 1842—1843) (История кампании в Восточной и Северной Франции с захватом Парижа)

## Награды
Королевства Пруссия: 
- Орден «Pour le Mérite» (27 февраля 1807)[2]; дубовые листья к ордену (8 декабря 1813)[3]
- Железный крест 1-го класса (1813)[4]
- Орден Красного орла 2-го класса с дубовыми листьями (1815)[5]
- Орден Красного орла 1-го класса с дубовыми листьями[6]
- Крест за выслугу лет[нем.]
- Орден Чёрного орла (18 января 1839); бриллиантовые украшения к ордену (31 марта 1842)[7]

Российской империи:
- Орден Святого Владимира 4-й степени с бантом
- Орден Святого Георгия 4-го класса (15 сентября 1813)[8]
- Орден Святой Анны 1-й степени (9 февраля 1817)[9]
- Орден Белого орла (8 декабря 1834)[10]
- Орден Святого Александра Невского (6 октября 1835); бриллиантовые украшения (10 июля 1838)[11]

Прочих государств:
- Австрийский императорский орден Леопольда большой крест (1840, Австрийская империя)
- Военный орден Марии Терезии рыцарский крест (Австрийская империя)
- Орден Меча большой рыцарский крест 1-го класса (королевство Швеция)
- два Почётных креста (королевство Испания)